# Сон Хєкьо
Сон Хєкьо (кор. 송혜교, 宋慧敎, Song Hyegyo, нар. 22 листопада 1981, Тегу, Південна Корея) — південнокорейська акторка. Найбільш відома своїми ролями в драматичних телесеріалах «Ва-банк» та «Нащадки сонця».

## Біографія
Сон Хєкьо народилася в місті Тегу 22 листопада 1981 року. Батьки Хєкьо розлучились, коли вона ще була дитиною. Її вихованням займалася мати. Невдовзі вони переїжджають до Сеула, де дівчина розпочала свою акторську кар'єру в 1996 році з маленької епізодичної ролі у серіалі «Перше кохання». У наступні роки Хєкьо виконувала невеликі ролі в численних серіалах та сіткомах. Перша популярність прийшла після зйомок у серіалі «Осінь у моєму серці», де вона зіграла одну з головних ролей. Серіал отримав рейтинг більш 46 % у національному ефірі. Зростання популярності пов'язане з бездоганним виконанням головної жіночої ролі в драматичному серіалі «Ва-банк», ув якому вона знімалася разом з Лі Бьон Хоном. Відомою в азійських країнах Хєкьо стала завдяки ролі в комедійному серіалі «Повний дім», де її партнером був відомий актор та співак Рейн. Ролі в наступних фільмах та серіалах не приносили великих нагород, до того моменту поки Сон Хєкьо не отримала головну жіночу роль в серіалі «Нащадки сонця», що став одним із найпопулярніших серіалів Південної Кореї останніх часів та приніс акторці численні нагороди.

## Особисте життя
З 31 жовтня 2017 року у шлюбі з актором Сон Чжун Кі.

## Фільмографія

### Телевізійні серіали
За свою акторську кар'єру знялася більш ніж у 20 серіалах. У таблиці наведена вибіркова фільмографія.
| Рік  | Назва                         | Роль               | Мережа |
| ---- | ----------------------------- | ------------------ | ------ |
| 2000 | «Осінь в моєму серці»         | Юн / Цой Инсо      | KBS2   |
| 2001 | «Готельєр»                    | Кім Юнхі           | MBC    |
| 2001 | «Ангел-охоронець»             | Чан Досо           | SBS    |
| 2003 | «Ва-банк»                     | Мін Суйон / Анжела | SBS    |
| 2004 | «Сонячне світло ллється вниз» | Чі Йонву           | SBS    |
| 2004 | «Повний дім»                  | Хан Чіин           | KBS2   |
| 2008 | «Внитрішні світи»             | Чу Чунйонг         | KBS2   |
| 2013 | «Цією зимою, вітер дує»       | О Йонг             | SBS    |
| 2016 | «Нащадки сонця»               | Кан Мойон          | KBS2   |
| 2018 | «Бойфренд»                    | Ча Сухюн           | tvN    |

### Фільми
| Рік  | Назва                         | Роль         |
| ---- | ----------------------------- | ------------ |
| 2005 | «Моя дівчинка і я»            | Пе Суин      |
| 2007 | «Хван Чін'ї»                  | Хван Чін'ї   |
| 2008 | «Відчувайте себе як вдома»    | Сукхі        |
| 2010 | «Камелія — кохання на продаж» | Бора         |
| 2011 | «Зворотний відлік»            | Камео        |
| 2011 | «Причина жити»                | Дахі         |
| 2013 | «Великі майстри»              | Джан Йонгчен |
| 2014 | «Моє блискуче життя»          | Цой Міра     |
| 2014 | «Перехрестя», частина перша   | Жоу Юнфен    |
| 2015 | «Королеви»                    | Енні         |
| 2015 | «Перехрестя», частина друга   | Жоу Юнфен    |

## Нагороди
| Рік  | Нагорода                                           | Категорія                                             | Робота                        | Результат | Примітки      |
| ---- | -------------------------------------------------- | ----------------------------------------------------- | ----------------------------- | --------- | ------------- |
| 1996 | SunKyung Smart Model Contest                       | Головна нагорода                                      |                               | Перемога  | [ 5 ]         |
| 1998 | Премія SBS драма                                   | Краща нова акторка сіткому                            | Soonpoong Clinic, How Am I?   | Перемога  | [ 6 ]         |
| 2000 | Премія KBS драма                                   | Нагорода за фотогенічність (акторки)                  | «Осінь в моєму серці»         | Перемога  | [ 7 ]         |
| 2000 | Премія KBS драма                                   | Нагорода популярності                                 | «Осінь в моєму серці»         | Перемога  | [ 7 ]         |
| 2001 | 37-а Премія Пексан                                 | Найпопулярніша акторка телебачення                    | «Осінь в моєму серці»         | Перемога  | [ 8 ]         |
| 2001 | 37-а Премія Пексан                                 | Краща нова акторка телебачення                        | «Осінь в моєму серці»         | Номінація |               |
| 2001 | Премія «Золота пісня» (Hong Kong)                  | Топ корейських зірок                                  |                               | Перемога  | [ 9 ]         |
| 2001 | 16-та Премія «Золотий диск»                        | Популярне музичне відео                               | Kim Bum-soo's Once Upon a Day | Перемога  |               |
| 2001 | Премія SBS драма                                   | Топ-10 зірок                                          | «Ангел-охоронець»             | Перемога  | [ 10 ]        |
| 2001 | Премія SBS драма                                   | Премія SBSi                                           | «Ангел-охоронець»             | Перемога  | [ 10 ]        |
| 2002 | Премія CETV                                        | Топ-10 азійських артистів                             |                               | Перемога  |               |
| 2003 | Премія SBS драма                                   | Топ-10 зірок                                          | «Ва-банк»                     | Перемога  | [ 11 ]        |
| 2003 | Премія SBS драма                                   | Нагорода за високу майстерність (акторки)             | «Ва-банк»                     | Перемога  | [ 11 ]        |
| 2004 | Премія KBS драма                                   | Краща пара разом з Рейном                             | «Повний дім»                  | Перемога  | [ 12 ]        |
| 2004 | Премія KBS драма                                   | Нагорода популярності (акторки)                       | «Повний дім»                  | Перемога  | [ 12 ]        |
| 2004 | Премія KBS драма                                   | Нагорода за високу майстерність (акторки)             | «Повний дім»                  | Перемога  | [ 12 ]        |
| 2005 | 41-а Премія Пексан                                 | Краща акторка телебачення                             | «Повний дім»                  | Номінація |               |
| 2006 | 42-а Премія Пексан                                 | Краща нова акторка фільму                             | «Моя дівчинка і я»            | Номінація | [ 13 ]        |
| 2006 | 43-я Премія «Grand Bell»                           | Краща нова акторка                                    | «Моя дівчинка і я»            | Номінація | [ 14 ]        |
| 2007 | 28-а Премія Блакитний дракон                       | Краща акторка                                         | «Хван Чін'ї»                  | Номінація | [ 15 ]        |
| 2007 | 6-а Корейська кінопремія                           | Краща нова акторка                                    | «Хван Чін'ї»                  | Перемога  | [ 16 ]        |
| 2008 | 22-га Премія KBS драма                             | Нагорода за високу майстерність (Акторки мінісеріалу) | «Внутрішні світи»             | Номінація |               |
| 2009 | Shanghai New Entertainment All Star Charity Awards | Найчарівніша зірка                                    |                               | Перемога  | [ 17 ]        |
| 2009 | 43й День платника податків                         | Похвала прем'єр-міністра                              |                               | Перемога  |               |
| 2011 | 12-та Премія жінки у корейському фільмі            | Краща акторка                                         | «Причина жити»                | Перемога  | [ 18 ] [ 19 ] |
| 2013 | 49-та Премія Пексан                                | Краща акторка телебачення                             | «Цією зимою, вітер дує»       | Номінація | [ 20 ]        |
| 2013 | 7-а Премія «Mnet 20's Choice»                      | 20's Drama Star — жінки                               | «Цією зимою, вітер дує»       | Номінація | [ 21 ]        |
| 2013 | 8-а Сеульськаміжнародна премія драми               | Видатна корейська акторка                             | «Цією зимою, вітер дує»       | Номінація |               |
| 2013 | 6-а Премія корейської драми                        | Головна нагорода                                      | «Цією зимою, вітер дує»       | Номінація | [ 22 ]        |
| 2013 | 2-а Зіркова премія APAN                            | Нагорода за високу майстерність (Акторки)             | «Цією зимою, вітер дує»       | Номінація |               |
| 2013 | 2-а Зіркова премія APAN                            | Головна нагорода                                      | «Цією зимою, вітер дує»       | Перемога  |               |
| 2013 | Премія SBS драма                                   | Нагорода за високу майстерність (Акторки мінісеріалу) | «Цією зимою, вітер дує»       | Перемога  | [ 23 ]        |
| 2013 | Премія SBS драма                                   | Топ-10 зірок                                          | «Цією зимою, вітер дує»       | Перемога  | [ 23 ]        |
| 2013 | Премія SBS драма                                   | Краща пара разом з Чо Ін Саном                        | «Цією зимою, вітер дує»       | Номінація |               |
| 2016 | 52-а Премія Пексан                                 | Краща акторка телебачення                             | «Нащадки сонця»               | Номінація | [ 24 ]        |
| 2016 | 52-а Премія Пексан                                 | Найпопулярніша акторка телебачення                    | «Нащадки сонця»               | Перемога  | [ 25 ]        |
| 2016 | 52-а Премія Пексан                                 | iQiyi Глобальна зірка                                 | «Нащадки сонця»               | Перемога  | [ 26 ]        |
| 2016 | 5-та Зіркова премія APAN                           | Головна нагорода                                      | «Нащадки сонця»               | Номінація | [ 27 ]        |
| 2016 | 5-та Зіркова премія APAN                           | Нагорода за високу майстерність (Акторки мінісеріалу) | «Нащадки сонця»               | Номінація | [ 27 ]        |
| 2016 | 5-та Зіркова премія APAN                           | Краща пара разом з Сон Чжун Кі                        | «Нащадки сонця»               | Перемога  | [ 28 ] [ 29 ] |
| 2016 | 7-а Премія корейської культури та мистецтва        | Президентська нагорода                                |                               | Перемога  | [ 30 ] [ 31 ] |
| 2016 | 1-ша Премія азійський артист                       | Кращий артист (Акторки)                               | «Нащадки сонця»               | Номінація |               |
| 2016 | 30-та Премія KBS драма                             | Головна нагорода                                      | «Нащадки сонця»               | Перемога  | [ 32 ] [ 33 ] |
| 2016 | 30-та Премія KBS драма                             | Нагорода за високу майстерність (Акторки)             | «Нащадки сонця»               | Номінація | [ 32 ] [ 33 ] |
| 2016 | 30-та Премія KBS драма                             | Нагорода за високу майстерність (Акторки мінісеріалу) | «Нащадки сонця»               | Номінація | [ 32 ] [ 33 ] |
| 2016 | 30-та Премія KBS драма                             | Краща пара разом з Сон Чжун Кі                        | «Нащадки сонця»               | Перемога  | [ 32 ] [ 33 ] |
| 2016 | 30-та Премія KBS драма                             | Краща пара Азії разом з Сон Чжун Кі                   | «Нащадки сонця»               | Перемога  | [ 32 ] [ 33 ] |